# 融通念仏宗
融通念仏宗（ゆうずうねんぶつしゅう）は、日本の仏教における宗派の一つ。明治時代に策定された代表的な宗派である十三宗に含まれる。総本山は大念仏寺。
平安時代末期の永久5年5月15日（1117年6月16日）に天台宗の僧侶である良忍が大原来迎院にて修行中、阿弥陀如来から速疾往生（阿弥陀如来から誰もが速やかに仏の道に至る方法）の偈文「一人一切人 一切人一人 一行一切行 一切行一行 十界一念 融通念仏 億百万編 功徳円満」を授かり開宗した。近世には大念仏（だいねんぶつ）といわれた。

## 総本山

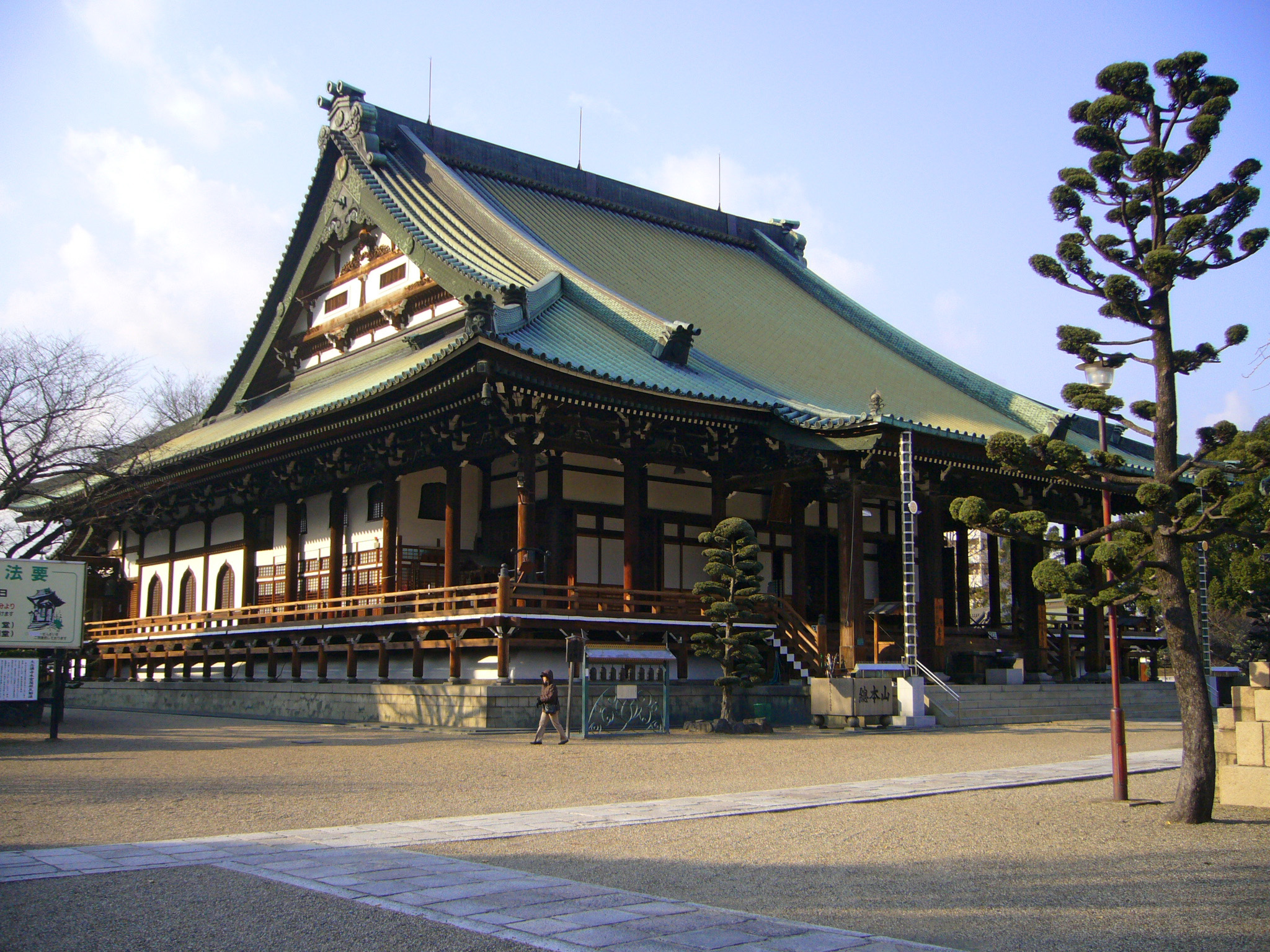
大念仏寺「本堂」

総本山である大念仏寺は、大治2年（1127年）に鳥羽上皇の勅願により、宗祖良忍が開創した。坂上田村麻呂の次男で、平安時代にこの地域を開発したといわれる「平野殿」こと坂上広野の私邸内に建てられた修楽寺が前身と伝わる。日本最初の念仏道場である。

## 教義
『華厳経』・『法華経』を正依とし、『仏説無量寿経』・『仏説観無量寿経』・『仏説阿弥陀経』の「浄土三部経」を傍依として、「1人の念仏が万人の念仏に通じる」という立場から、口称の念仏で浄土に生まれると説く。

## 歴史
良忍が始めた融通念仏は当初は勧進行脚が主で、仏教宗派としての組織を持たず集団運動の中から発展したものであった。大阪の平野の大念仏寺をはじめ、京都の嵯峨清凉寺、花園法金剛院、壬生地蔵院などで融通念仏が盛んになり、壬生寺や清凉寺、千本閻魔堂、神泉苑には融通念仏の中興者である円覚上人による大念仏狂言が伝えられている。
寿永元年（1182年）に大念仏寺6世良鎮が没すると、良い後継者に恵まれず元亨元年（1321年）まで139年間も融通念仏・大念仏宗の法統が途絶えたが、7世法明によって中興された。法明は宗門の中断中に石清水八幡宮に預けられていた宗の法宝物を再び受け取り、六別時の制度を定めたとされる。

### 中世
六別時とは河内国若江郡若江村法明寺を中心とする下別時、摂津国住吉郡平野荘良明寺を中心とする八尾別時、河内国丹南郡丹南村来迎寺を中心とする十箇郷別時、河内国錦部郡古野村極楽寺を中心とする錦部別時、河内国石川郡大ケ塚村大念寺を中心とする石川別時、河内国高安郡高安寺を中心とする高安別時の六つの別時をいい、大念仏寺住職はこの六別時によるくじ引きによって決定される。選ばれた別時に本尊が移動するという、挽寺という形式を取っていた。
その後、大和国には添上郡南都徳融寺、添下郡郡山円融寺、宇陀郡宇陀光明寺、宇陀郡萩原宗祐寺、十市郡桜井来迎寺、山辺郡白石興善寺、城上郡東田大念寺の七つの寺で構成される七箇大寺が創出され、大念仏宗の拠点となり、河内を中心に摂津、大和、紀伊に教線を広げていった。

### 近世
慶長18年（1613年）には36代上人の選出を巡って従来からの方法であるくじ引きを主張する十ヶ郷別時と、護摩の奇瑞をもって行うべきとした下別時・八尾別時が対立した。これに天台宗寺院である京都大原来迎院の山内寺院浄蓮華院の一院であり、融通五派の一つであった大原南坊が護摩派として介入した。大原南坊はこの後も融通念仏教団に対する介入を強めていくこととなる。元和元年（1615年）平野庄代官の末吉孫左衛門より寺地を寄進され、大念仏寺は挽寺の形式をやめ、現在地に堂宇を構えることとなった。
慶安2年（1649年）大念仏寺41世清雲の時に、八尾別時、石川別時、高安別時が大原南坊と共謀し、大念仏寺は大原南坊の末寺であると言い出す事件が発生した。清雲はその対応に追われて間もなくして亡くなってしまった。すると、下別時、十箇郷別時、錦部別時は大原南坊派の別時を無視して42世に崇権（崇厳）を選出したところ、大原南坊派によって法宝物を奪われたうえに、崇権は追放されてしまった。
崇権は承応2年（1653年）に幕府の寺社奉行に大原南坊を訴えた。
寛文元年（1661年）8月6日、寺社奉行の裁定で、融通念仏宗は天台宗とは別個であり、大念仏寺は大原南房の末寺ではないと決定がくだされた。しかしその後も融通念仏宗の着る僧衣が天台僧の着る天台衣が、浄土宗の廬山衣かという争いがあり、天和2年（1682年）5月26日に天台衣を着ることが定められた。これにより天台宗の影響力は残るものの、浄土宗の法儀は宗門内から一掃された。こうした経緯を踏まえ、大念仏寺46世上人の大通は元禄2年に「此度融通一宗之御取立」として宗門の独立を明確にした。
大通は融通念仏の復興に努め、「融通円門章」等により教義を明文化し、一宗としての制規を定め、学寮も設けるなかで大念仏宗として整備されていった。「融通円門章」は漢文体で難解なため、その弊を補うために和文形式で書かれた「融通念仏信解章」も広く普及した。
元禄16年（1703年）、大念仏宗の名称を融通念仏宗に改めた。安永2年（1773年）10月6日には宗祖である良忍に聖応大師の大師号が宣下された。

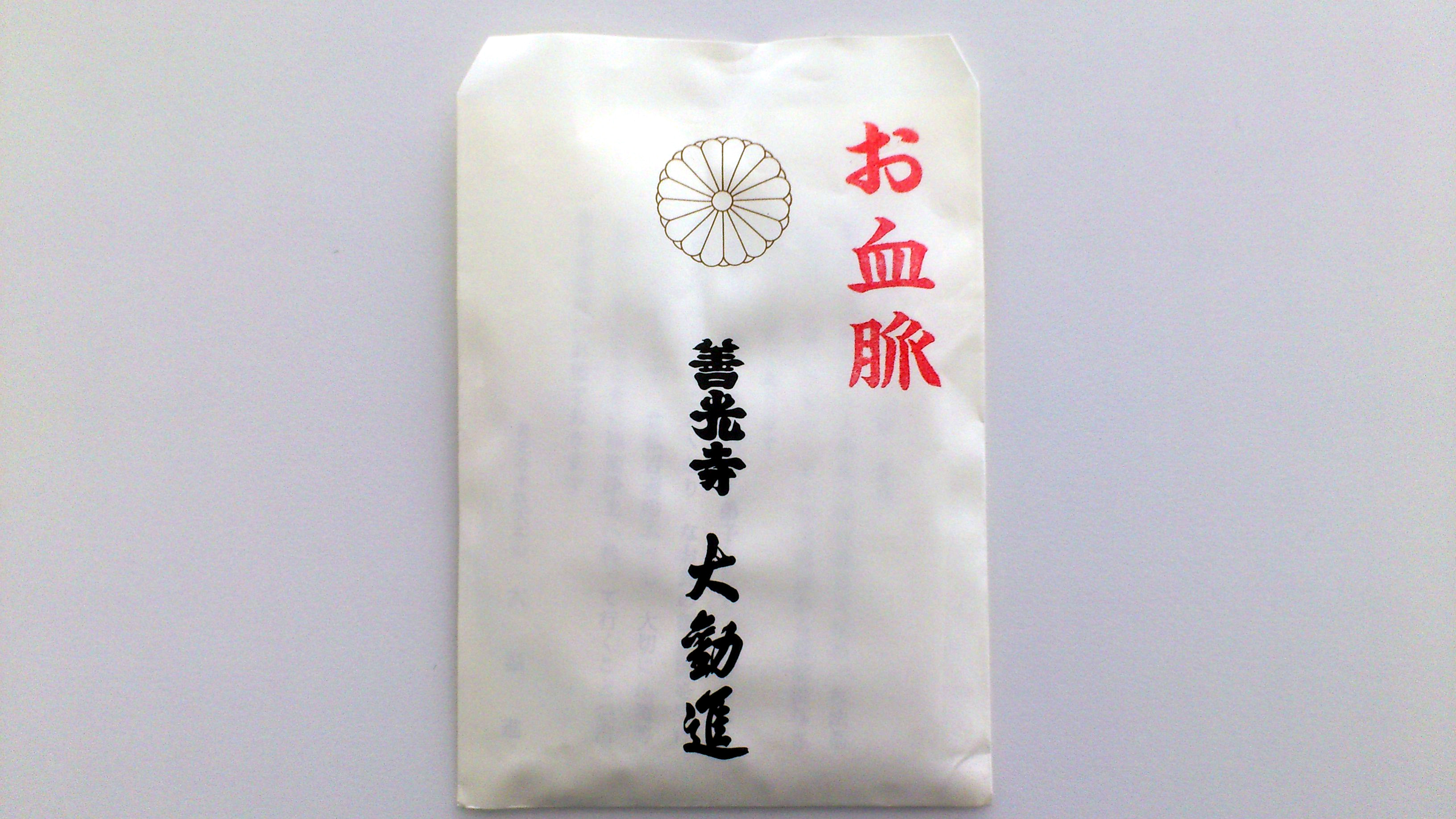
等順が融通念仏血脈譜を簡略、約180万枚配布した「お血脈」

浅間山の天明大噴火と天明の大飢饉では、信州善光寺別当・等順上人が民衆救済に尽力した。この際に、融通念佛血脈譜を簡素化（通称・「お血脈」）、参拝者に免罪符のように配布し、全国各地を回った。簡素化された融通念佛血脈譜は評判を生み、等順は生涯で約180万部授与、善光寺信仰の普及に大きな役割を果たし、落語の「お血脈」の題材になった。
江戸中期以降の善光寺の発展は、当時の権力者の庇護と、等順を頂点にした念仏勧進聖の活躍、 そして融通念佛の民族宗教性とによるところが大きいとされる。
明治5年（1872年）には政府によって天台宗の管轄下とされたものの、明治7年（1874年）には宗門特立が認められる。

## 特徴
融通念仏の最大の特徴は、観想念仏から称名念仏への重要視に変えた事であり、融通念仏宗では、毎朝西方に向かって良忍の説いた十界一念・自他融通の浄土往生を期する念仏（融通念仏）を十唱することなどを日課とする。
本山に伝えられた絵巻に『融通念仏縁起』がある。